# Svedjetjärnen, Jämtland
Svedjetjärnen är en sjö i Bräcke kommun i Jämtland och ingår i Ljungans huvudavrinningsområde.